# Uncle Scrooge
Uncle $crooge è una pubblicazione statunitense di fumetti dedicata a Paperon de' Paperoni.

## Storia editoriale
Il personaggio di Paperon de' Paperoni (Scrooge McDuck) esordì sul n. 178 di Four Color del dicembre 1947 nella storia  Paperino e il Natale sul Monte Orso di Carl Barks; il personaggio ritornò nel marzo del 1952, sul n. 386 della stessa rivista  con la storia Zio Paperone e la disfida dei dollari; questo numero riportava come nuova testata Uncle Scrooge  che divenne definitiva dal n. 4. La testata, edita dalla Western Publishing, era un trimestrale, per poi diventare bimestrale nel 1963 e mensile nel 1976.
La serie, curata sin dall'inizio da Barks, presentava non solo le avventure di lungo respiro con Paperone e i nipoti Paperino e Qui, Quo e Qua, ma anche storie brevi incentrate sul personaggio e, a partire dal numero 13 (marzo 1956), per rendere la testata "antologica" in modo da ridurre le spese di spedizione, una seconda serie dedicata ad Archimede Pitagorico oltre a un racconto in testo con i personaggi di Topolinia. Affinché la testata fosse classificata come antologica, le storie di Archimede non potevano contenere nessun personaggio già comparso nella storia principale dell'albo, per cui la Western Publishing obbligò Barks a modificare in corsa i disegni delle prime due storie di Archimede pubblicate nell'albo sostituendo Qui, Quo e Qua con Tip e Tap e Paperino con un personaggio inventato ex novo di nome Velocino. I primi settanta numeri contenevano quasi esclusivamente storie scritte e disegnate da Barks (anche se a partire dal numero 35 del settembre 1961 alcune storie secondarie erano di altri autori), mentre il n. 71 (ottobre 1967) contiene una storia sceneggiata da Barks ma disegnata da Tony Strobl.
Dal n. 72 del dicembre 1967 al n. 103 del marzo 1973 la testata continuò a pubblicare storie inedite sia lunghe sia brevi (realizzate prevalentemente da Strobl) anche se in diversi numeri del periodo la maggior parte dell'albo era occupata da ristampe di storie di Barks. Dal n. 104 (aprile 1973) al n. 177 (giugno 1980) la testata presentava solo ristampe, prevalentemente di Barks ma anche di altri autori. A partire dal n. 178 (luglio 1980) la testata tornò a pubblicare storie inedite, disegnate prevalentemente da Jack Manning, alternandole alle solite ristampe di materiale barksiano fino al numero 209 del 1984, con la quale la testata cessò temporaneamente le pubblicazioni a causa della decisione della casa editrice, la Western Publishing, di abbandonare il mercato dei fumetti.
Nel 1986, tuttavia, la Gladstone comprò i diritti per pubblicare i fumetti Disney e riaprì la testata: il primo numero edito dalla Gladstone, il numero 210, uscì nel luglio 1986. Sotto la gestione della Gladstone debuttarono nella testata le storie di produzione danese e olandese, nonché storie autoprodotte realizzate da nuovi talenti come Don Rosa, che debuttò con la storia Zio Paperone e il figlio del sole pubblicata sul numero 219 dell'aprile 1987. Nel 1990, sui numeri 241 e 242 (gli ultimi della gestione Gladstone), debuttarono nella testata anche le storie di produzione italiana, con la pubblicazione di Paperino e la fondazione De' Paperoni e Zio Paperone e l'ultimo Balabù, realizzate entrambe da Romano Scarpa.
Sempre nel 1990, tuttavia, la Disney decise di revocare la licenza alla Gladstone per cominciare a pubblicarli in proprio. Il primo numero edito dalla Disney Comics, il 243, fu pubblicato nel giugno 1990. Sotto la gestione della Disney Comics, protrattasi fino al numero 280 del luglio 1993, furono pubblicate sia storie autoprodotte, sia storie di produzione estera (prevalentemente della Egmont), sia le solite ristampe di storie barksiane; nei numeri 266-267 del 1992, fu pubblicata in due parti la storia italiana Zio Paperone e il deposito oceanico di Marco Rota. A causa delle vendite in declino, nell'estate 1993 la Disney restituì i diritti di pubblicazione alla Gladstone.
Durante il secondo periodo Gladstone la testata pubblicò la Saga di Paperon de' Paperoni di Don Rosa (dal n. 285 del febbraio 1994 al n. 296 del dicembre 1995) e passò al formato prestige (64 pagine in luogo delle usuali 32) a partire dal n. 309 del gennaio 1998. Negli ultimi numeri della Gladstone in formato prestige, nella testata cominciarono a essere pubblicate finanche storie di Topolino, prevalentemente rimontaggi di storie a strisce di Gottfredson. Nei numeri 315 e 316 del 1998 fu pubblicata Paperino e la leggenda dello Scozzese Volante di Romano Scarpa. Con il numero 318 del dicembre 1998, tuttavia, la testata cessò le pubblicazioni per vendite insufficienti.
Nel 2003 la rivista riprese le pubblicazioni, edita da Gemstone Publishing. Il primo numero della Gemstone, il 319, uscì nel giugno 2003. La nuova casa editrice mantenne il formato prestige introdotto negli ultimi numeri della gestione Gladstone. Avendo ben 64 pagine, sotto la gestione Gemstone la testata costava 7.99 $. La testata pubblicava essenzialmente ristampe di storie di Barks e molte storie Egmont, ma in qualche raro caso pubblicava anche storie italiane, per lo più disegnate da Romano Scarpa. Ma alla fine del 2008, la Gemstone, per problemi economici, chiuse tutte le testate Disney, compresa questa. Nel corso del 2009, tuttavia, la Boom Kids ha acquistato i diritti per pubblicare i fumetti Disney negli USA e ha riesumato la testata che ha ripreso le pubblicazioni a partire dal settembre 2009 con il n. 384.
Durante questa gestione, Uncle Scrooge aveva 24 pagine di fumetti, e le storie venivano successivamente ristampate in volumi che raccoglievano ciascuno quattro numeri della testata. Il primo volume (#384-387) contiene la saga Egmont della Caccia alla numero uno mentre il secondo volume (#388-391) contiene la lunga storia italiana degli anni '80 Zio Paperone in vacanza con 80 dollari. Nel terzo e nel quarto volume (#393-399), la Boom ha deciso invece di pubblicare su Uncle Scrooge solo le storie tratte dal cartone animato DuckTales.
A partire dal febbraio 2011 e proprio con il #400, per celebrare il 70º anniversario di Walt Disney's Comics and Stories, le storie a fumetti "classiche" ritornano ad essere pubblicate sulla testata (l'iniziativa si chiama "Classics are back at Boom"). Ritornano dunque le storie Egmont, ed alcune storie "classiche" italiane. Il #400 contiene 40 pagine in luogo delle normali 24. Il nuovo corso della testata fu caratterizzato da ristampe di Barks e Don Rosa e dalla pubblicazione di storie targate "S" (Studio Disney) di Scarpa, ma anche dalla pubblicazione della storia italiana Zio Paperone e l'uomo dei Paperi (1995), realizzata per omaggiare il grande cartoonist Carl Barks, e di storie egmontiane realizzate da Byron Erickson e Daan Jippes. Con il numero 404, uscito nel giugno 2011, si è conclusa la collaborazione con l'editore Boom, e la testata ha sospeso le pubblicazioni fino al 2015.
I diritti per le pubblicazioni Disney sono stati acquisiti nel 2015 da IDW Publishing, che il 22 aprile 2015 ha riaperto la collana, che ha ora un formato di 40 pagine, ad eccezione del numero 405 che, per celebrare la riapertura della collana, ne ha 48. La testata ora ha una doppia numerazione: la numerazione principale riparte dal numero 1 perché conta quanti numeri la casa editrice IDW ha pubblicato, mentre la numerazione "legacy" ("eredità") tiene conto anche dei numeri pubblicati dagli editori precedenti; così, ad esempio, il numero 405 ha una doppia numerazione #1/405. Usciranno anche dei volumi TPB (trade paperback) che raccoglieranno ognuno tre numeri della testata: per esempio il volume 1 TPB di Uncle Scrooge ha ristampato i contenuti dei primi tre numeri della testata sotto la gestione IDW. Nei primi otto numeri della gestione IDW, quattro contengono storie italiane, realizzate da Romano Scarpa e Marco Rota, mentre gli altri quattro contengono storie olandesi, dello Studio Disney e tedesche. Le grandi assenti per quanto riguarda i primi sette numeri sono le storie della Egmont, che sotto le gestioni Gladstone, Disney e Gemstone, erano le più esportate.
Successivamente, a partire dal numero otto, tornano ad essere pubblicate anche le storie Egmont, prevalentemente come brevi, mentre, a partire dal numero nove, le storie italiane occupano sempre maggior spazio nella testata, relegando le storie di altra provenienza al rango di brevi a chiusura del numero. A parte la storia di produzione italo-danese sul n. 12 sceneggiata dai McGreal e disegnata da Cavazzano, dal n. 9 fino al n. 16, la storia principale del numero è sempre una storia italiana. Nei numeri dal 13 al 16 viene pubblicata la storia italiana in quattro puntate Zio Paperone e l'ultima avventura, che successivamente viene ristampata in un unico volume TPB (per ristamparla intera, eccezionalmente quel volume raccoglieva ben quattro numeri della testata invece dei soliti tre). A partire dal n. 17 si ha di nuovo un'alternanza tra numeri occupati per la maggior parte da una storia lunga italiana e numeri dedicati a storie di provenienza diversa dall'Italia, come quelle di produzione danese e olandese. A partire dal numero 24, uscito nel marzo 2017, il numero di pagine viene ridotto a 32 pagine a causa dell'aumento del costo della carta. Cominciano ad essere pubblicate regolarmente le storie di OK Quack realizzate da Chendi e da Cavazzano.
Nel corso del 2018 si sono avuti alcuni ritardi che hanno fatto slittare di diversi mesi l'uscita di molti numeri delle testate Disney della IDW. Per esempio i numeri di gennaio e di febbraio 2018 uscirono soltanto ad aprile, mentre l'uscita del numero di marzo è slittata a luglio. Anche per questi enormi ritardi la IDW decise di non annunciare nessun numero della testata per l'agosto 2018. A partire dal settembre 2018 la testata viene sostituita per quattro mesi da una miniserie in quattro albi contenente i primi quattro capitoli della saga italiana Tutti i milioni di Paperone. Dopo il numero 41, pubblicato nel gennaio 2019, la testata cambia linea editoriale: le traduzioni vengono affidate a Erin Brady e diventano letterali (mentre le precedenti traduzioni erano libere), e inoltre la testata comincia a pubblicare solo storie italiane molto recenti. Negli ultimi numeri la testata ha cominciato a pubblicare solo lunghe storie a puntate di produzione italiana: dal numero 47 al 50 è stata pubblicata Zio Paperone e il deposito sotto assedio, dal numero 51 al 54 i capitoli dal quinto all'ottavo di Tutti i milioni di Paperone, mentre nel numero 55 è cominciata la pubblicazione de La nuova storia e gloria della dinastia dei Paperi. Non escono nuovi numeri della testata dal giugno 2020, data di pubblicazione del numero 56 (460 secondo la numerazione "legacy").